# 柳亭芝楽 (10代目)
十代目 柳亭 芝楽（りゅうてい しばらく、1933年5月10日 - 1995年1月17日）は、落語家。本名：茨木 勢三。出囃子∶『海上遥かに』。

## 経歴
小樽出身で埼玉県浦和市（現さいたま市）育ち。6歳のとき麻疹による高熱で吃音となる。吃りの克服のため杵屋勝長次の元で長唄を習う。また、勝長次の知人である三代目春風亭柳好に内弟子として入門する。中学二年のとき「柳好納涼落語会」で初高座。演目は「雑俳」。
開成中学校を卒業した後の1946年10月に三代目春風亭柳好に正式に入門し、小柳好の名をもらう。1949年に名を好燕と改め、日本芸術協会（現：落語芸術協会）入り。1951年10月、二ツ目で春風亭小柳となる。1956年、師匠・柳好の死去に伴い、六代目春風亭柳橋門下へ移る。1967年4月、真打となり十代目柳亭芝楽を襲名。
1985年、文化庁芸術祭賞受賞。1995年1月17日午後7時27分、肺癌のため東京都葛飾区の病院で死去、62歳。葬儀と告別式は足立区で行われ喪主は長男が務めた。

## 芸歴
- 1946年10月∶三代目春風亭柳好に入門、小柳好となる。
- 1949年∶好燕と改名、日本芸術協会に入会。
- 1951年10月∶二ツ目昇進、春風亭小柳と改名。
- 1956年∶師匠・柳好の死去に伴い、六代目春風亭柳橋門下へ移籍。
- 1967年4月∶真打昇進、十代目柳亭芝楽を襲名。
- 1995年1月∶死去。

## 人物
『野ざらし』『がまの油』を得意とした。日本舞踊の名取「西川可女蔵」として、弟子を多く取った。また踊りでは操り人形振りや片足踊りなどの珍芸も得意とした。
音源も多数残されている。